# Classe Muna
La Classe Muna  est une classe de navire ravitailleur côtier de munitions, missiles et de torpilles de la marine russe.

## Bâtiments
Elles ont été construites en Ukraine entre 1970 et 1976.
Des 21 unités construites, il en reste 6 en service.
Flotte du Pacifique: 31ª et 84ª Brigade navale de soutien
- BTP 85
- BTP 87
- BTP 89
- BTP 90
- BTP 91

Flotte de la Mer noire: 23ª Brigade navale de soutien
- BTP 94

## Dans la culture populaire
Le navire de Classe Muna matricule BTP 94 est un navire de soutien logistique dans le jeu Wargame: Red Dragon.